# Apogon lateralis
 Apogon lateralis és una espècie de peix de la família dels apogònids i de l'ordre dels perciformes.

## Morfologia
Els mascles poden assolir els 11 cm de longitud total.

## Distribució geogràfica
Es troba des de l'Àfrica oriental fins a Samoa i Taiwan. També a les Illes Mariannes i les Carolines.